# August Ludwik
August Ludwig (ur. 9 czerwca 1697 w Köthen, zm. 6 sierpnia 1755 tamże) – książę Anhaltu-Köthen z dynastii askańskiej (jego władztwo było częścią Świętego Cesarstwa Rzymskiego Narodu Niemieckiego); generalleutnant armii pruskiej.
Urodził się jako trzeci syn (czwarte dziecko) księcia Anhaltu-Köthen Emanuela Lebrechta i jego żony księżnej Gizeli Agnieszki. Na tron wstąpił po śmierci starszego brata księcia Leopolda 19 listopada 1728.
Był odznaczony polskim Orderem Orła Białego (1727), pruskim Orderem Orła Czarnego (1742), duńskim Orderem Słonia, szwedzkim Orderem Serafinów i saskim Orderem św. Henryka (1737).
Książę August Ludwik był trzykrotnie żonaty. Po jego śmierci następcą został syn Karol Jerzy Lebrecht. Młodszy z synów, Fryderyk Erdmann Anhalt-Köthen, był w latach 1765–1797 księciem pszczyńskim.